# Kvina (Lurøy)
Kvina este o localitate din comuna Lurøy, provincia Nordland, Norvegia.